# Гірнича промисловість Болівії

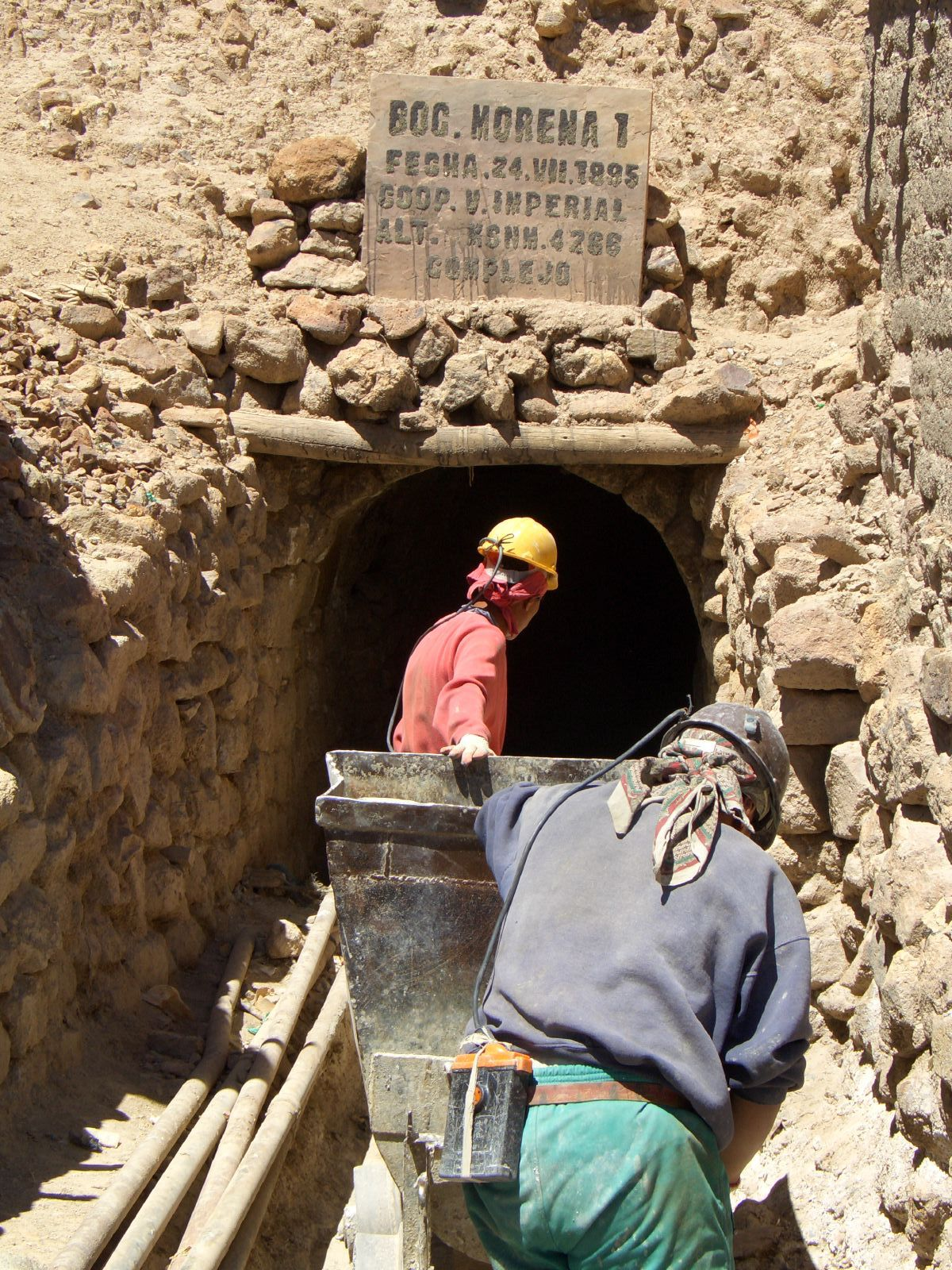
Копальня Potosi Mines.

Гірнича промисловість Болівії

## Загальна інформація
Гірнича пром-сть в нац. економіці — одна з осн. галузей, хоча питома вага її зменшується. У 1994 на частку гірничорудної промисловості припадало 11% ВВП, тоді як в 1974 — 21%. Цей сектор, однак, продовжує зберігати своє важливе значення для торгового балансу країни; в 1995 на частку руд металів припадало майже 40% болівійського експорту. Видобуток руд являє собою традиційну галузь болівійської індустрії. У структурі сучасної гірн. промисловості Б. 1-е місце займає видобуток руд олова, потім видобуток нафти і газу, сурми і вольфраму, поліметалів. Динаміка видобутку основних корисних копалин наведена в табл.1
Табл. 1. Динаміка видобутку корисних копалин в Болівії, тис.т*
| Вид корисної копалини          | 1995   | 1999   | 2000 (січень-вересень) | 2001 (січень-вересень) |
| Цинк                           | 146,1  | 146,3  | 110,6                  | 107,9                  |
| Золото, кг                     | 14 405 | 11 780 | 8 500                  | 9 100                  |
| Срібло (т)                     | 425    | 419    | 329                    | 312                    |
| Свинець                        | 20,4   | 10,2   | 6,9                    | 7,0                    |
| Олово                          | 14,4   | 12,4   | 8,8                    | 9,2                    |
| Антимоніт                      | 6,4    | 2,8    | 1,3                    | 1,4                    |
| Вольфрам                       | 0,8    | 0,4    | 0,36                   | 0,45                   |
| Природний газ, млрд куб. футів | -      | 110    | 92-95 (оцінка)         | 114,3                  |

*За даними міністерства гірництва і
металургії Болівії

Частка мінерально-сировинного сектора економіки Болівії на 1998 у ВВП становила 9,3%, а без урахування вуглеводнів 5,6%, частка в надходженнях від експорту — 43%. Виробництво продукції сектора за 1998 р. (в дужках дані за 1997 р.) склало (в тис. т): Zn 150,7 (154,5); Sn 10,54 (14,12); Sb 4,61 (5,98); W 0,63 (0,65); Pb 13,85 (18,61); Au 14443 (13291) кг; Ag 402,1 (387,2) т; нафти 2,02 (1,74) млн т. На підприємстві Kori Kollo компанії Battle Mountain в 1998 р. переробка руди становила 7,7 млн т з вилученням Au 10451 і Ag 30108 кг. Компанія Apex Silver Mines розробила ТЕО підприємства San Cristobal проектною продуктивністю по видобутку і переробці руди 30 тис. т/добу з вилученням 435 т Ag і виробництвом 132,7 тис. т Zn на рік. Запаси Ag для підприємства становлять 15831 т при сер. вмісті в руді 62,2 г/т, Zn 4,1 млн т при сер. вмісті в руді 1,58% і Pb 1,4 млн т. Ввід в експлуатацію — 2002 р (план).
У 2000 р експорт мінеральної сировини у грошовому вираженні склав: цинк — $171 млн; золото — $88 млн; природний газ — $122млн Динаміка експорту мінеральної сировини у натуральних величинах наведена в табл. 2.

Табл. 2. Динаміка експорту мінеральної сировини Болівії (млн дол. США)*
| Вид сировини       | 1995  | 1999  | 2000 (січень-вересень) | 2001 (січень-вересень) | 2001 до 2000, в % |
| Цинк               | 151,3 | 154,3 | 128,9                  | 92,6                   | -16,9             |
| Золото             | 130,8 | 89,1  | 67,6                   | 60,7                   | -6,6              |
| Срібло             | 70,8  | 68,1  | 58,0                   | 41,0                   | -15,3             |
| Олово              | 88,6  | 68,7  | 56,0                   | 45,4                   | -14,3             |
| Загалом по металах | 479,7 | 397,0 | 323,0                  | 253,7                  | -21,3             |
| Природний газ      | 92,4  | 35,5  | 25,4                   | н/д                    |                   |
| Нафта              | 48,1  | 38,2  | 20,7                   | н/д                    |                   |

*За даними міністерства гірництва і металургії Болівії

## Окремі галузі
Олово. Болівія входить до групи країн — основних виробників олова. На 2000 р її частка — 5,2% олова, що виробляється у світі в концентраті і 4,5% рафінованого олова. Оловодобувна промисловість почала розвиватися в Болівії в кінці XIX ст. Найвищого рівня видобуток олов'яних руд досяг в 1929 р (47 тис. т в перерахунку на метал). У 1952 р. в ході революційних перетворень добувні підприємства націоналізовано. Державними рудниками управляє корпорація Corporacion Minera de Bolivia (Comibol), якій були передані 2/3 гірничої промисловості Болівії, зокрема три оловорудні компанії, які виробляли 80% олова. У 1980-90-і роки видобуток олова скоротився до 10-15 тис. т в перерахунку на метал. Протягом 1990-х років болівійський уряд активно проводив політику, направлену на відродження оловодобувної галузі. Найважливішим її елементом була приватизація провідних підприємств галузі. Приватизаційні заходи повинні були включати створення спільних підприємств або підприємств з меншою часткою участі держави і передачу в приватний сектор оловоплавильного заводу в м. Вінто. 1999 рік став для олов'яної промисловості Болівії поворотним — багаторічні спроби передати в приватне управління рудники компанії Comibol нарешті увінчалися успіхом. Остаточне оформлення операцій було завершене на початку 2000 р.
Нафта і природний газ. У 1922 видобуток нафти на території Болівії почала нафтова компанія США «Стандард ойл оф Нью-Джерсі»; в 1937 болівійський уряд націоналізував власність цієї компанії і заснував державну нафтову компанію «Ясімьєнтос петроліферос фіскалес болівьянос» (ЯПФБ). Після революції 1952 ЯПФБ, затративши мільйони доларів на розвідку і експлуатацію родовищ, зуміла повністю забезпечити потреби країни в нафтопродуктах. Однак у 1961 Болівія була знову вимушена ввозити нафту. Не маючи в своєму розпорядженні достатньо капіталів для проведення подальших розвідувальних робіт, уряд розробив проект, направлений на залучення капіталів іноземних нафтових компаній. У пошукових і розвідувальних роботах взяло участь 14 іноземних компаній, однак тільки «Болівіан галф ойл компані» вдалося виявити велике родовище нафти поблизу міста Санта-Крус. До 1969, коли уряд націоналізував цю компанію, на її частку припадало 3/4 видобутку і майже весь експорт сирої нафти. На початку 1970-х років уряд країни знову звернувся до іноземних компаній з пропозицією провести розвідку нафти на болівійській території, і в 1976 поблизу Санта-Круса були відкриті нові родовища нафти і газу. У 1972 побудований магістральний газопровід, по якому природний газ почав експортуватися в Аргентину; ще один трубопровід служить для перекачки нафти з нафтоносного району Санта-Крус в чилійський порт Аріка. У 1990-і роки Болівія забезпечувала власні потреби в нафтопродуктах, однак спостерігалася негативна його динаміка.
У 1994 експортувалося 2,1 млрд м³ газу, що склало близько 1/3 загального обсягу експорту країни. Країни-імпортери болівійського газу — Бразилія, Аргентина і Парагвай, споживання ж всередині країни невелике. У 1995 на частку природного газу припадало вже 9% обсягу експорту.
Стибій. Болівія — один із найбільших західних виробників сурми у світі. Сурма Болівії і Південної Африки набагато вищої якості, ніж з Росії і Китаї. Найбільший виробник сурми в країні (45%) — компанія Empresa Minera Unificada Sociedad Anonima (EMUSA), яка має три рудники: Caracota, Chilcobija, і Espiritu Santo. Рудник Chilcobija — найстаріший і найбільший виробник країни, який виробляє бл. 5000 т концентрату сурми на рік (1999). Другий найбільший виробник сурми в Болівії (14%) — Cia Minera Salinas (Comisal).
Забезпеченість стибієвої промисловості Болівії вітчизняними загальними і підтвердженими запасами металу, розрахована за максимальним рівнем його виробництва в концентратах в 1993–1997 рр. (з урахуванням 25%-них втрат при видобутку і збагаченні), становить, відповідно, 33 і 30 років.
Поліметали. Розробка поліметалічного родовища Крістобаль здійснюється двома кар'єрами, які згодом будуть об'єднані в один. Потужність збагачувального підприємства 40 тис. т руди на день. Планова продуктивність — до 750 т срібла, 253680 т цинку і близько 80 тис. т свинцю в концентратах на рік протягом перших п'яти (термін видобутку багатих руд) з 17 років відробляння родовища, що плануються. Вилучення срібла з руд становитиме 75%, цинку — 93%, свинцю — 87%. Концентрат експортуватиметься через порт Мехільйонес в Чилі. Успішне здійснення проекту збільшує щорічне виробництво срібла в Болівії з 400 до 1150 т і виводить країну за цим показником на 8-9 місце у світі.
Провідною в галузі видобутку і переробки поліметалічних руд в Болівії є компанія Comsur (де Rio Tinto має 30% акцій) — вона відповідальна за близько 75% свинцю Болівії, 50% цинку і 40% срібного видобутку.
Золото. Провідний виробник золота в країні (75% видобутку) — підприємство Kori Kollo, видобуток відкритим способом організовано на північ від Оруро (Oruro).

## Геологічна служба. Наукові установи. Підготовка кадрів. Друк
Див. Гірнича наука, освіта та преса Болівії